# Gingold
Gingold är en fiktiv läskedryck i DC:s universum. När lycksökaren Ralph Dibny försökte få reda på hemligheten bakom vigheten hos indiska ormmänniskor på cirkus, upptäckte han att de alla var förtjusta i denna läsk. Han gjorde egna experiment med den sällsynta gingo-frukten som läsken görs av och som enbart växer i mexikanska Yucatán. Ralph drack ett koncentrat från frukten, vilket gav honom förmågan att töja ut sin kropp till otroliga längder. Med sin elasticitet blev Ralph Dibny superhjälten Elongated Man (Gummimannen på svenska). Senare har det visat sig att Dibny även är bärare av en så kallad "meta-gen" som reagerat på gingo-extraktet, vilket förklarar varför inte alla konsumenter får samma krafter. Faktiskt är en majoritet av befolkningen allergiska mot gingo, vilket lett till att läsken Gingold tagits bort från marknaden. På senare år har "Gingold" börjat beteckna Elongated Mans fruktextrakt istället.
En annan som dricker Gingold för töjbarhet är superhjälten Stretch från Hero Hotline. Även Ralphs f.d. hustru Sue har vid enstaka tillfällen gjort detsamma. Under ett spionuppdrag för Justice League Task Force tog Ralph sitt extrakt i form av tabletter istället. 
Första framträdande: The Flash vol. 1 nr 112 (1960)
 Artikeln var, i den version den hade den 15 juli 2006, helt eller delvis hämtad från Seriewikin (hos Seriefrämjandet): Gingold